# Franziska Windisch
Franziska Windisch (* 1983 in Memmingen) ist eine vor allem mit dem Medium Sound und Musik arbeitende Künstlerin.

## Leben und Wirken
Sie absolvierte ein Studium an der Kunsthochschule für Medien Köln, das sie 2010 mit dem Diplom in Audiovisuellen Medien abschloss. Außerdem war sie Gaststudent an der Bezalel Academy of Arts and Design in Jerusalem und der Frankfurter Städelschule. Zu ihrem Werk gehören Rauminstallationen, Konzerte und Performances. 2010 wurde sie mit dem Förderpreis des Landes Nordrhein-Westfalen für junge Künstlerinnen und Künstler in der Sparte „Medienkunst“ ausgezeichnet. Seit Wintersemester 2016 ist Franziska Windisch Gastprofessorin für Sound an der Kunsthochschule für Medien Köln.
Windisch lebt in Köln und Brüssel.

## Werk

### Einzelausstellungen (Auswahl)
- 2010 asphalt, Moltkerei Werkstatt e.V., Köln
- 2010 Franziska Windisch, Glasmoog, Köln[4]

### Gruppenausstellungen (Auswahl)
- 2013 Tuned City, Brüssel
- 2013 Performatik, QO-2, Brüssel
- 2012 Off Space #1 – Borderlines, Badischer Kunstverein, Karlsruhe[5]
- 2011 FILE 2011, FIESP Cultural Center, São Paulo
- 2011 Brückenmusik 17, Brückenmusik (Deutzer Brücke), Köln[6]
- 2011 File Games Rio 2011, Oi Futuro, Rio de Janeiro
- 2010 Fun With Software, Arnolfini Bristol[7]
- 2009 Landschaft 2.0, Haus für Medienkunst, Oldenburg
- 2008 Ars Electronica, Linz

### Diskographie
- 2017 Corrosion, 12" Vinyl, Apparent Extent[8]
- 2015 Charcoal Circles, 12" Vinyl, Apparent Extent[9]